# Phlebia icterina
Phlebia icterina är en svampart som beskrevs av P. Roberts 2000. Phlebia icterina ingår i släktet Phlebia och familjen Meruliaceae.   Inga underarter finns listade i Catalogue of Life.